# Gunung Tangkoko
Gunung Tangkoko är ett berg i Indonesien.   Det ligger i provinsen Sulawesi Utara, i den nordöstra delen av landet, 2 200 km öster om huvudstaden Jakarta. Toppen på Gunung Tangkoko är 774 meter över havet, eller 82 meter över den omgivande terrängen. Bredden vid basen är 0,56 km.
Terrängen runt Gunung Tangkoko är huvudsakligen kuperad, men åt nordost är den bergig. Närmaste större samhälle är Bitung, 4,9 km söder om Gunung Tangkoko. I omgivningarna runt Gunung Tangkoko växer i huvudsak städsegrön lövskog.